# Jüdisches Museum (Płock)

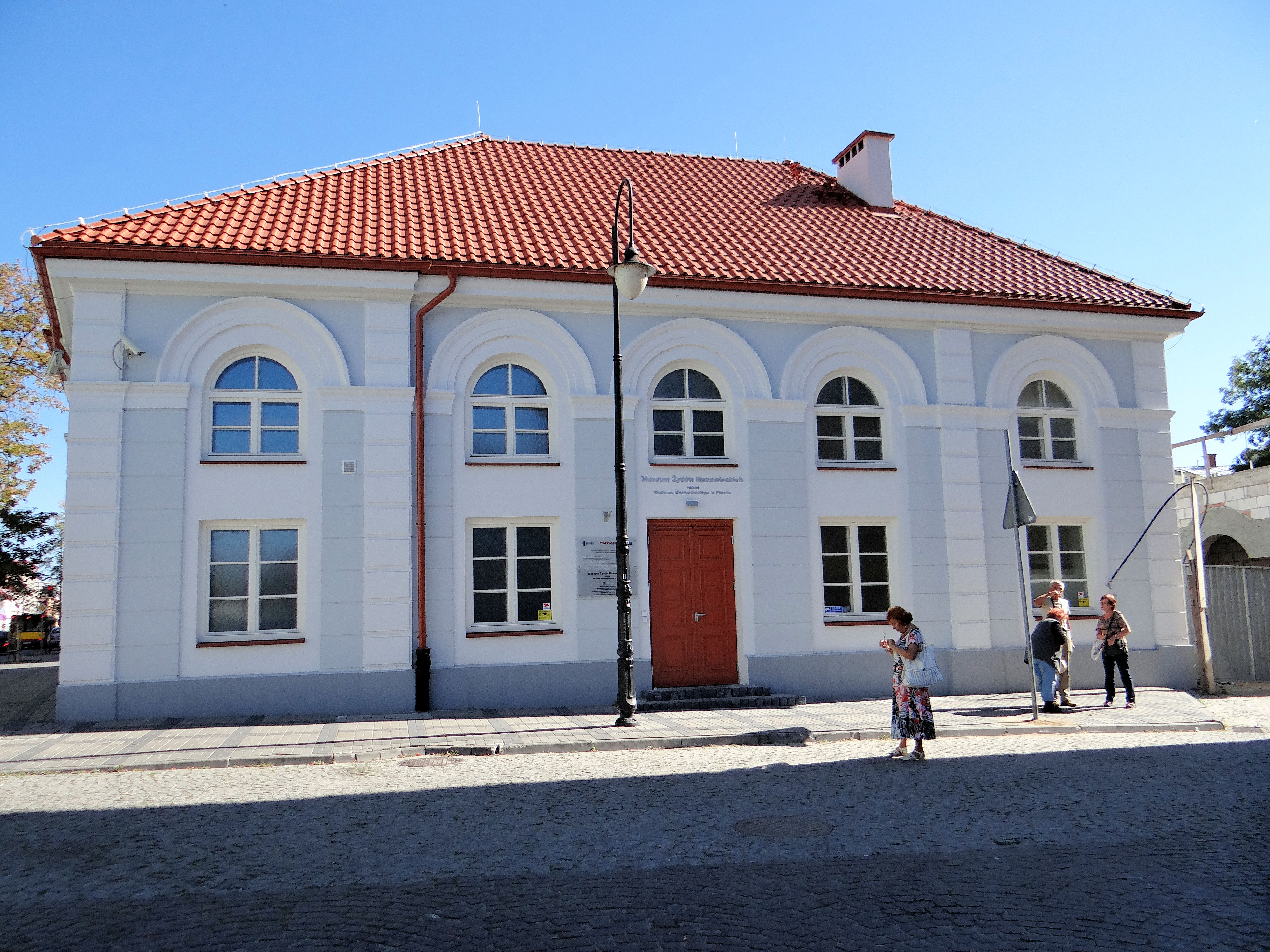
Jüdisches Museum in der Kleinen Synagoge

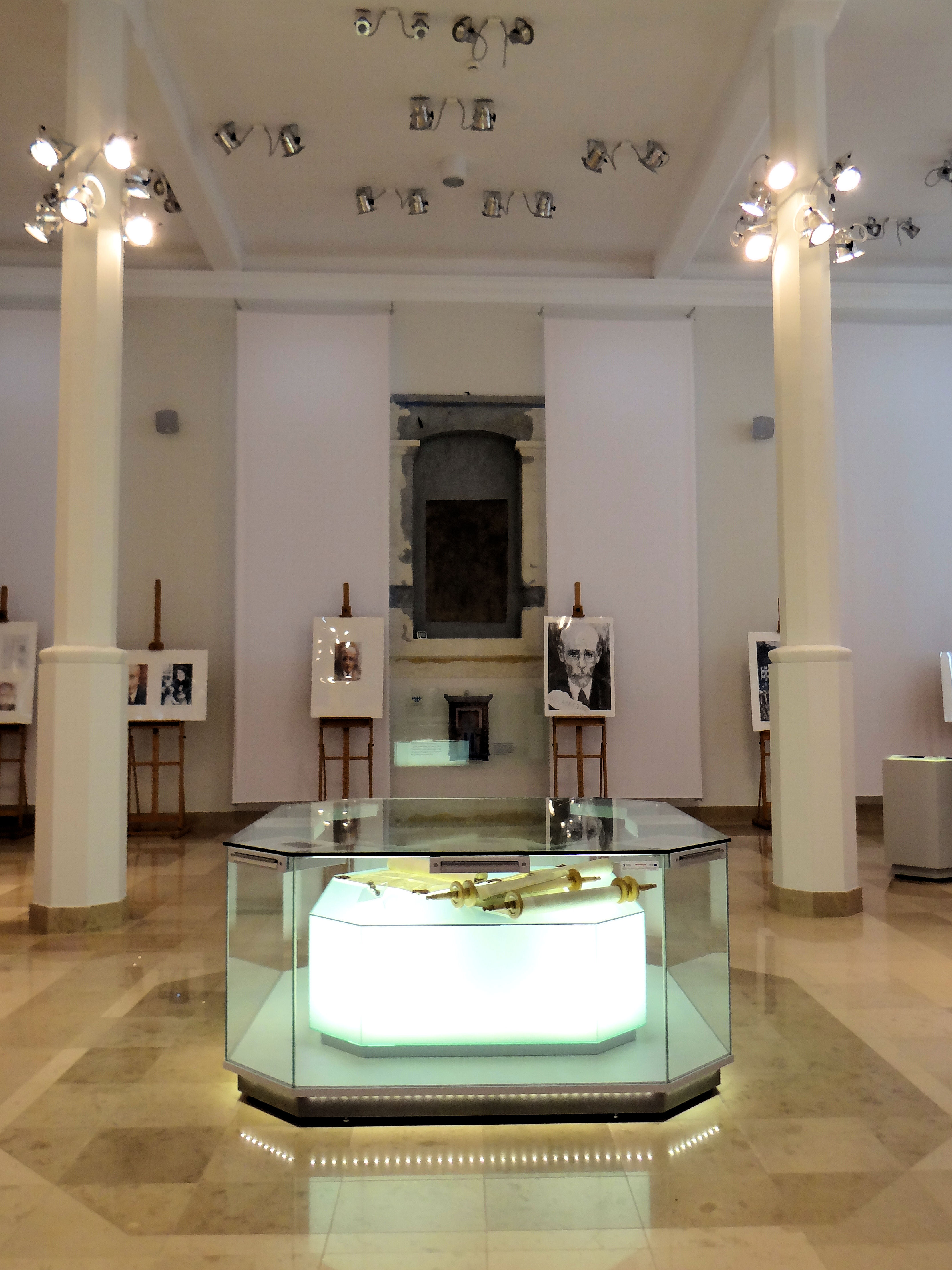
Ausstellung

Das Jüdische Museum in Płock (deutsch Plock), einer polnischen Stadt in der Woiwodschaft Masowien, wurde im März 2013 in der um 1820 erbauten ehemaligen Kleinen Synagoge eröffnet. 
Das Jüdische Museum ist der Geschichte der Juden in der Woiwodschaft Masowien gewidmet. In Plock und Umgebung lebten einst rund 10.000 jüdische Bürger, von denen der überwiegende Teil von den deutschen Besatzern während des Zweiten Weltkriegs ermordet wurde.

## Ausstellung
Die zweisprachige (polnisch und englisch) Ausstellung setzt auf Multimedia und richtet sich vornehmlich an ein junges Publikum. Eine große Ausstellungswand zeigt die wichtigen Orte in Plock, die einst von jüdischem Leben erfüllt waren: Jüdische Handwerker- und Krämerläden, Badehäuser und Schulen, an die im heutigen Stadtbild nichts mehr erinnert.
Es wird die Geschichte der Juden Masowiens von den Anfängen im Mittelalter über die Glanzzeit der Aufklärung und die Shoah dargestellt. Ein kleiner Teil des Museums ist Janusz Korczak gewidmet.